# Frank Willett
Frank Willett (Bolton, 18 agosto 1925 – Glasgow, 15 giugno 2006) è stato uno storico dell'arte, archeologo e africanista britannico.
È direttore e curatore di musei e uno dei più autorevoli studiosi dell'arte africana, in particolare della produzione scultorea della Nigeria.

## Biografia
Frank Willett nasce il 18 agosto 1925 a Bolton in Lancashire.
Si forma a Bolton in Lancashire e all'University College di Oxford dove ottiene la sua laurea in antropologia. Già prima della laurea è membro della Oxford University Archeology Society con la quale realizza missioni archeologiche. Svolge il suo servizio militare durante la seconda guerra mondiale con e linguista in giapponese nella RAF Royal Air Force. Nel 1948 trascorre un semestre nel dipartimento di archeologia del Musée de l'Homme di Parigi. Nel 1950 sposa Connie Hewitt con la quale ha quattro figli. Il suo primo lavoro è al Portsmouth City Museum che lascia quasi subito per diventare conservatore di etnografia e archeologia generale al museo dell'Università di Manchester dal 1950 al 1958, per il quale realizza missioni di ricerca sulla civiltà di Ife e Old Oyo. Nel 1958 diventa archeologo del governo federale della Nigeria e curatore del Museo di Ife. Prosegue missioni archeologiche di ricerca non solo sulla civiltà ife fino al 1963. Nel 1964 ritorna a Ife come Leverhulme Research Fellow e dal 1964 al 1966 è fellow al College Nuffield a Oxford. Dal 1966 al 1976 è professore di arte africane a archeologia alla Northwestern University a Evenstone in Illinois e dal 1976 al 1990 è direttore dell'Hunterian Museum e della galleria d'arte dell'Università di Glasgow, dove diventa onorary senior research fellow ed emeritus. Frank Willett viene nominato CBE nel 1985. È eletto fellow della Royal Society of Edinburgh in 1979 e dal 1992 al 1997 è il suo curatore. Tra il 1986 e il 1989 è anche vice-direttore del Scottish Museums Council e prosegue la sua attività di ricerca in Africa. Collabora con il Smithsonian Institution tra il 1992 e il 2004. Frank Willett muore a 80 anni a Glasgow il 15 giugno 2006.

## Attività
Come primo direttore del museo Hunterian e della galleria d'arte dell'Università di Glasgow sovrintende il completamento e l'inaugurazione della Hungarian Art Gallery e la ricostruzione della casa Charles Rennie Mackintosh che viene aperta al pubblico con grande successo nel 1981.
Il lavoro di ricerca di Frank Willett si focalizza sulla produzione artistica della Nigeria e in particolare sulla scultura di metallo degli Ife. È autore di due testi fondamentali Ife in the History of Western African Sculpture e di Treasures of Ancient Nigeria insieme a Ekpo Eyo. Nel 2004 pubblica The Art of Ife, un imponente catalogo su CD di tutta l'arte Ife conosciuta al mondo di oltre 350,000 parole e 2,200 immagini che vince il premio Amoury Talbot Prize. Le sue ricerche utilizzano tecniche innovative come l'uso della datazione al carbonio e della termoluminescenza realizzate in collaborazione con lo Smithsonian Institutution.
Il suo saggio del 1971 African art: an introduction è una delle più citate guide generali sull'arte africana, molto utilizzato anche come libro di testo.
Frank Willett è contrario alla restituzione dei resti umani del British Museum alle comunità indigene dalle quali provenivano ed è contrario alla restituzione di opere d'arte alla Nigeria, credendo nel valore dei musei come finestra sul mondo e come traccia della storia. Contribuisce a identificare traffici illeciti di opere e reperti archeologici, denunciando anche il ruolo dei funzionari pubblici.

### Pubblicazioni
- Ethnology: The Study of Peoples, con George Bridge, Manchester Museum, 1958.
- History of West African Sculpture, 1967. L'opera è tradotta anche in francese e tedesco.
- On the Identification of Individual Carvers: A Study of Ancestor Shrine Carvings from Owo, Nigeria, con John Picton, Northwestern University, 1967.
- A Survey of Recent Results in the Radiocarbon Chronology of Western and Northern Africa, Northwestern University, Program of African Studies.
- Nigeria, Northwestern university. Program of African studies, 1971.
- A Catalogue of Important Nigerian Copper-alloy Castings Dated by Thermoluminescence, con P. Willett, Stuart James Fleming, Northwestern University, Program of African Studies, 1976.
- Baubles, bangles and beads: trade contracts of mediaeval Ife, University of Edinburgh for the Centre of African Studies, 1977.
- ''Treasures of ancient Nigeria, con Ekpo Eyo e Rollyn O. Krichbaum, 1980. Traduzione in italiano Tesori dell'antica Nigeria, Università internazionale dell'arte, 1984.
- African art, 1971. Edizione rivista, Thames & Hudson, 2002. In italiano pubblicato da Einaudi nel 1978.
- The Art of Ife: A Descriptive Catalogue and Database, Cdrom, University of Glasgow, 2004.

### Esposizioni
- Primitive Art from the Manchester Museum, 7 May - 2 June, 1952, at the Whitworth Art Gallery.
- Trésors de l'ancien Nigéria: exposition Galeries nationales du Grand Palais, 16 mai-23 juillet 1984, con Ekpo Eyo.
- C.R. Mackintosh: Architectural Drawings, [exhibition], Hunterian Gallery, University of Glasgow, 7.7.-28.10.1990.
- Le grand héritage: sculptures de l'Afrique noire, Centro mostre di Firenze e Musée Dapper di Parigi, 1992. Con Ezio Bassani e Rolando Bellini.